# Holcomycteronus pterotus
Holcomycteronus pterotus är en fiskart som först beskrevs av Alcock, 1890.  Holcomycteronus pterotus ingår i släktet Holcomycteronus och familjen Ophidiidae. Inga underarter finns listade i Catalogue of Life.